# Fradley
Fradley est un village et une ancienne paroisse civile du Staffordshire, en Angleterre.